# Penelopa
Penelopa (grč. Πηνελόπεια, Pênelópeia kod Homera; poslije Πηνελόπη, Pênelópê) u grčkoj mitologiji lik je iz Homerove Odiseje; Odisejeva vjerna žena, Ikarijeva i Peribejina kći.

## Etimologija
Prva inačica govori da je Penelopino ime blisko grčkoj riječi za patku - πηνελοψ, penelops, a moguća je poveznica vjerovanje da su patke bile monogamne.
Druga inačica govori da se povezuje s grčkim riječima πηνη, pene = "mreža", "niti" te ωψ, ops = "oko", "lice", što bi se moglo povezati s njezinim lukavstvom i tkanjem.
Penelopino je ime danas metafora za vjernost.

## Karakteristike
Penelopi se pridaje atribut vjernosti, zato što je čekala dvadeset godina svoga muža. No, u Odiseji se prikazuje i druga strana zbog Atenina upletanja te ona žudi "prikazati se svojim proscima i raspaliti njihova srca".
S druge pak strane, njezine smicalice poput tkanja mrtvačkog pokrova što bi ga svake noći razderala, a rekla je proscima da će se udati za jednog od njih kad ga završi, ili pak održavanja natjecanja u potezanju luka, a znala je da ga samo Odisej može potegnuti, vjerojatno su njezina prava narav i odraz vjernosti.

## Mitologija

### Prije Odisejeva povratka
U Odiseji Penelopa je Odisejeva žena. S Odisejem je imala sina Telemaha kojeg je rodila nedugo prije nego što je Odisej pozvan da se bori u Trojanskom ratu. Odisej odlazi u borbu, a poslije rata kreće kući, na rodni otok Itaku, gdje ga je Penelopa čekala dvadeset godina.
U tih dvadeset godina stalno su je oblijetali prosci, ali ona ih je stalno odbijala čekajući muža da se vrati i ne vjerujući da je mrtav. Neki od 108 prosaca (Prosci prema Homeru) bili su: Agelaj, Amfimedon, Amfinom, Ktezip, Demoptolem, Elat, Euriad, Eurinom, Euridam, Eurimah, Ir, Leokrit, Leod, Pizandar i Polib, a vođa im je bio Antinoj. Njih 52 bila su iz Dulihuma, sa šest sluga, zatim 24 iz Same te 12 iz Itake. Da bi zadržavala prosce, pravila se da tka mrtvački pokrov za Odisejeva starijeg oca Laerta te je tvrdila da će izabrati jednog kad završi. Svake bi noći u tri godine poderala sve što je satkala, a naposljetku ju je jedna od sluškinja izdala proscima koji su potom zahtijevali da si izabere muža. Prosci su potom jeli, pili i pustošili Odisejev imetak.

### Poslije Odisejeva povratka
Odiseja je, pri dolasku, Atena pretvorila u prosjaka, da bi se mogao osvetiti proscima.
Došao je na dvor rekavši da ima vijesti o Odiseju za Penelopu. Dok mu je prala noge, prva ga je prepoznala njegova stara dadilja Eurikleja po ožiljku, ali on joj je zapovjedio da šuti. Odisej je također doznao da mu je Penelopa cijelo vrijeme vjerna (što se za njega i ne bi moglo reći). Naime, ona je rekla da će se udati kad završi s tkanjem pogrebne tkanine, ali svake ju je noći, nakon što bi je istkala, ponovno rasparala. 
Prerušeni je Odisej rekao Penelopi da je vidio Odiseja i da je on rekao da Penelopinu ruku može dobiti onaj tko odapne stijelu preko dvanaest držaka sjekira. Naime, to je išlo u Odisejevu korist, jer samo on mogao je upravljati vlastitim lukom. Penelopa je potom proglasila što je Odisej rekao. Prosci su pokušali, ali nijedan nije uspio. Potom je Odisej uzeo luk u ruke i uspio. Atena ga je raskrinkala, a on je uz njezinu te Telemahovu i Eumejevu (njegov svinjar) pomoć ubio sve prosce, osim Medona i Femija. Medon je bio pristojan prema Penelopi, a Femije je bio mjesni pjevač koji je bio prisiljen pomoći proscima.
Penelopa još uvijek nije bila sigurna je li to njezin muž te ga je podvrgla iskušenju. Pred njim je rekla sluškinji da napravi Odisejev krevet i da ga makne iz spavaonice. Odisej je bio začuđen jer je znao da je krevet sagrađen iz debla maslinova drveta koje je ujedno bilo i temelj cijele kuće - krevet se stoga nije mogao pomaknuti. To joj je rekao, a budući da je to samo njih dvoje znalo, Penelopa mu se bacila u zagrljaj.

## Vanjske poveznice
- Penelopa u grčkoj mitologiji (engl.)